# Crockenhill
Crockenhill est un village du Kent, en Angleterre.